# Dios Eol
Dios Eol es el segundo disco del guitarrista chileno Alejandro Silva, después de haber formado su Power Cuarteto. Este disco, inspirado en una saga de cómics de ciencia ficción, "narra" la historia de una humanidad devastada por la contaminación, que construye una nave colosal de nombre Dios Eol. Impulsada por el viento solar, emprende un viaje hacia el espacio infinito, explayado en temas como Diáspora y Neopangea. Otros temas de este disco no se involucran con la historia, como 80, Er Rock, No desapareces, o El Sexto Mensajero.
El disco se concibe como una obra instrumental, pudiéndose tomar como un álbum conceptual, debido a las similitudes en algunos de sus temas, así como también el hilo que une el término e inicio de pistas sucesivas.

## Lista de temas
A continuación se enlistan los temas incluidos en este álbum de estudio de Alejandro Silva Power Cuarteto:

| N.º | Título               | Duración |  |
| 1.  | «80»                 | 6:47     |  |
| 2.  | «Chomo Lungma»       | 6:20     |  |
| 3.  | «Errock»             | 4:04     |  |
| 4.  | «Mi amigo duro»      | 4:57     |  |
| 5.  | «No desapareces»     | 5:05     |  |
| 6.  | «El sexto mensajero» | 6:01     |  |
| 7.  | «Diáspora»           | 4:28     |  |
| 8.  | «Free fall»          | 3:40     |  |
| 9.  | «Eol Omega»          | 4:36     |  |
| 10. | «Inside the core»    | 5:58     |  |
| 11. | «Neopangea»          | 6:34     |  |

## Alineación
- Alejandro Silva - guitarra y bajo
- Gonzalo Muga - batería
- Guido Fregonara - bajo en "Chomo Lungma" y "El Sexto Mensajero"
- Cristóbal Arriagada - guitarra / solos secundarios en "Chomo Lungma" y "Errock", solo principal en "El Sexto Mensajero", partes armonizadas en "80"
- Miguel Ángel Pérez - bajo fretless en "No Desapareces"
- Aníbal González - teclados en "Mi Amigo Duro", "Free Fall" y en "Inside The Core"